# 梅汕动车组列车
梅汕动车组列车是中华人民共和国中国铁路高速列车往来于广东省梅州市梅州西站及汕頭市汕頭站之间的普通动车组列车。

## 歷史
- 2019年10月11日：因應梅汕鐵路開通，「梅汕动车组列车」启行，每天从梅州西站及汕頭站各发出四趟列车，[1][2]往來方向各兩趟列車加停揭陽機場站。[3]

## 時刻表
- 梅州西→汕　頭
  - D7321次：梅州西開：09:05、到汕　頭：10:45
  - D7323次：梅州西開：13:06、到汕　頭：14:35
  - D7325次：梅州西開：16:37、到汕　頭：17:55
  - D7327次：梅州西開：19:50、到汕　頭：21:08
- 汕　頭→梅州西
  - D7320次：汕　頭開：07:12、到梅州西：08:45
  - D7322次：汕　頭開：11:14、到梅州西：12:45
  - D7324次：汕　頭開：14:55、到梅州西：16:17
  - D7326次：汕　頭開：18:15、到梅州西：19:31